# Danis triopus
Danis triopus är en fjärilsart som beskrevs av De Nicéville 1898. Danis triopus ingår i släktet Danis och familjen juvelvingar. Inga underarter finns listade i Catalogue of Life.